# Mesonemoura vaillanti
Mesonemoura vaillanti är en bäcksländeart som först beskrevs av Navás 1922.  Mesonemoura vaillanti ingår i släktet Mesonemoura och familjen kryssbäcksländor. Inga underarter finns listade i Catalogue of Life.